# University of Northern New Jersey
Die University of Northern New Jersey (UNNJ) war eine vorgetäuschte Universität des US-Heimatschutzes Homeland Security.
Neben der Internetseite wurden über einen Zeitraum von drei Jahren auch Angebote über Soziale Netzwerke wie Twitter und Facebook betrieben. Ein Lehr- und Forschungsbetrieb existierte jedoch nicht.
Im Namen der Universität wurden Studienbescheinigungen und Zeugnisse ausgestellt, die Aufenthaltsgenehmigungen in den USA ermöglichten. So sollten Visa-Betrüger angelockt und aufgedeckt werden.